# Carl Gustaf Hagberg
Carl Gustaf Hagberg, född 27 juni 1862 i Skedevi, Finspångs kommun, Östergötlands län, död 6 februari 1949 i Limhamn, Malmö stad, var en svensk missionär och präst. Han var en av Frälsningsarméns första Indien-missionärer. Han prästvigdes i USA och var under åren 1923-1938 kyrkoherde i Dalhems församling i Kalmar län.

## Biografi
Hagberg föddes 1862 i Skedevi socken. Han var son till skogvaktaren och torparen Anders Gustav Andersson från Mosshult och Anna Christina Persdotter Hagberg.
1865 flyttade familjen till Högåsen som då var ett nybygge. Efter en kort bortavaro inom socknen (Kalbo 1881-1883) återvände han till föräldrahemmet. 1886 fick han arbetsbetyg till Norrköping, som byggnadsarbetare.
Han hyste stora kunskaper om världens kulturer genom sitt ständiga bokläsande och var ivrig att få uppleva främmande länder. Han hade dock ingen möjlighet att finansiera en egen resa. I stället anmälde han sig som frivillig för att på uppdrag av Frälsningsarmén verka som missionär i Indien, efter att 1887 ha besökt ett av deras möten i Norrköping.

### Frälsningsarmén
Hagberg kom till Indien 1888 och tillbringade sammanlagt nio år på missionsfältet i Frälsningsarméns tjänst. Han var en av dess första missionärer och hans indiska namn var Rana Jeta, vilket betyder "Segrare i striden". Han hade en stor lingvistisk begåvning och kunde på språkets väg komma folket nära. Han predikade tidvis dagligen på tre språk - engelska, gujarati och hindustani. Han var flera gånger under vistelsen i Indien svårt sjuk i malaria och gulsot.

#### Första resan till Indien
Den 1 augusti 1887 anlände major Hanna Ouchterlony (1838-1924), grundare av Frälsningsarmén i Sverige, tillsammans med två indiska stabskaptener, Narain Das och P. N. Chuckerbutty, till Stockholm med ångare från London. Det hölls möten i Stockholm, Uppsala och Norrköping. 40 personer anmälde sig efter dessa möten som frivilliga och en av de 10 första som antogs var Hagberg, som då hette Karl Gustav Andersson och som hade varit med på ett av mötena i Norrköping.
Den 13 september hölls ett farvälmöte i Ridhuset på Grev Turegatan i Stockholm. Medan de 10 frivilliga och de två indiska kaptenerna på kvällen stod på plattformen, klädda i indisk nationaldräkt, sjöngs sången "Vi bli hjältar, vi bli hjältar, när som striden är het".

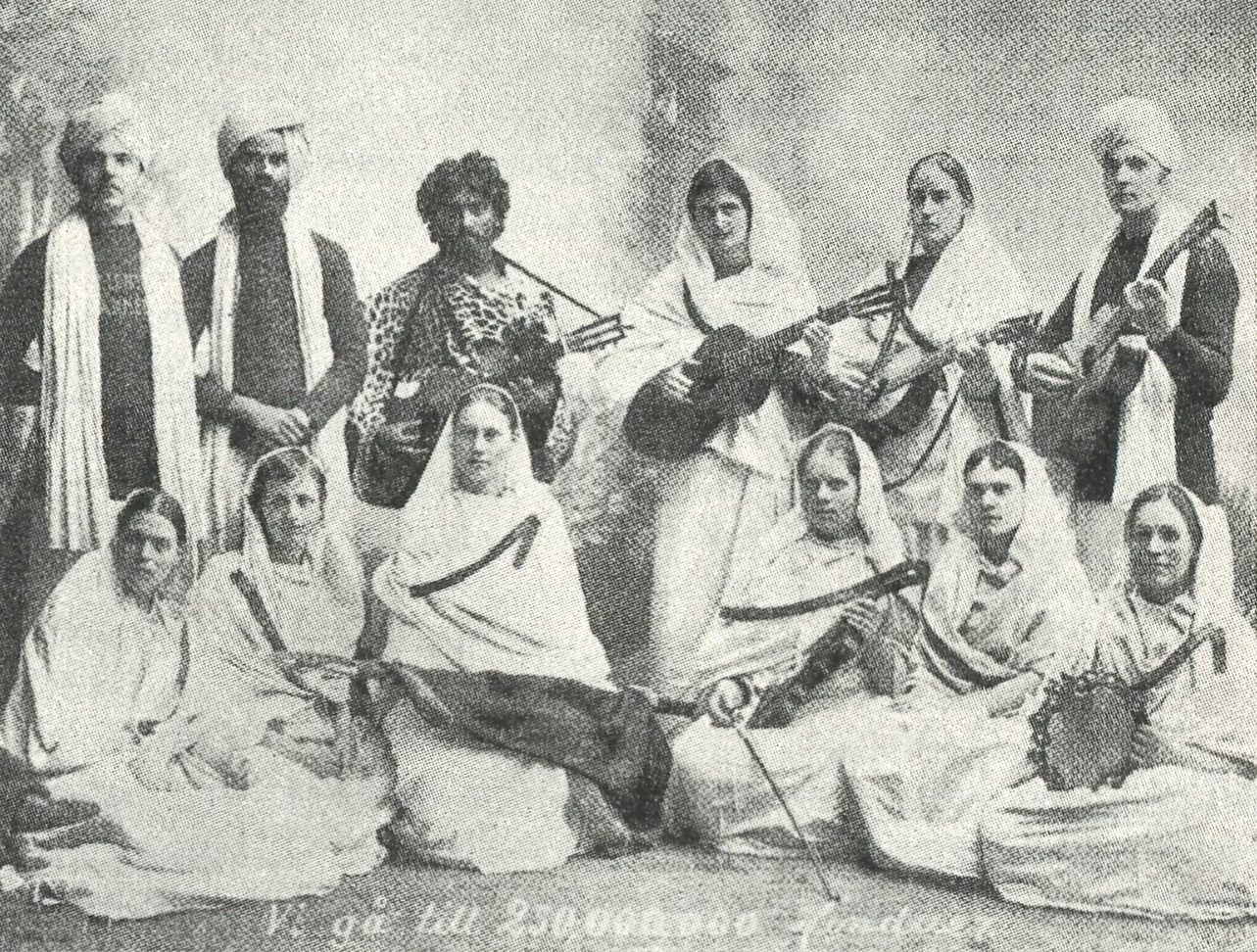
Farvälmöte i Stockholm, 13 september 1887. Hagberg syns längst upp till höger.

Den 16 september steg de ombord på ångfartyget "Beles" som tog dem till London, där de tillbringade 3 månader vid uppfostringshemmet (krigsskolan). Den 15 december hölls ett farvälmöte i Regent Hall med bortåt 2,000 personer närvarande. Dagen efter var det dags för avfärd mot Indien. Resan gick från Cannon Street-stationen med tåg och båt över Dover till Paris och det gamla högkvarteret vid Quai Valmi och sedan vidare genom Frankrike till Genua i Italien, varifrån den fortsatte med ångfartyget "Manilla" till Bombay (nuvarande Mumbai). Den 5 februari 1888 anlöpte fartyget till Bombay. Två av de frivilliga hade under färden genom Europa varit tvungna att återvända till hemlandet, så nu var de endast åtta till antalet. Den 10 februari hölls ett fullsatt välkomstmöte i Novelty Theatre och Bombays tidningar skrev om det dagen därpå. Slutmålet för resan ändrades efter ankomsten till Bombay från Bengalen till Gujarat.

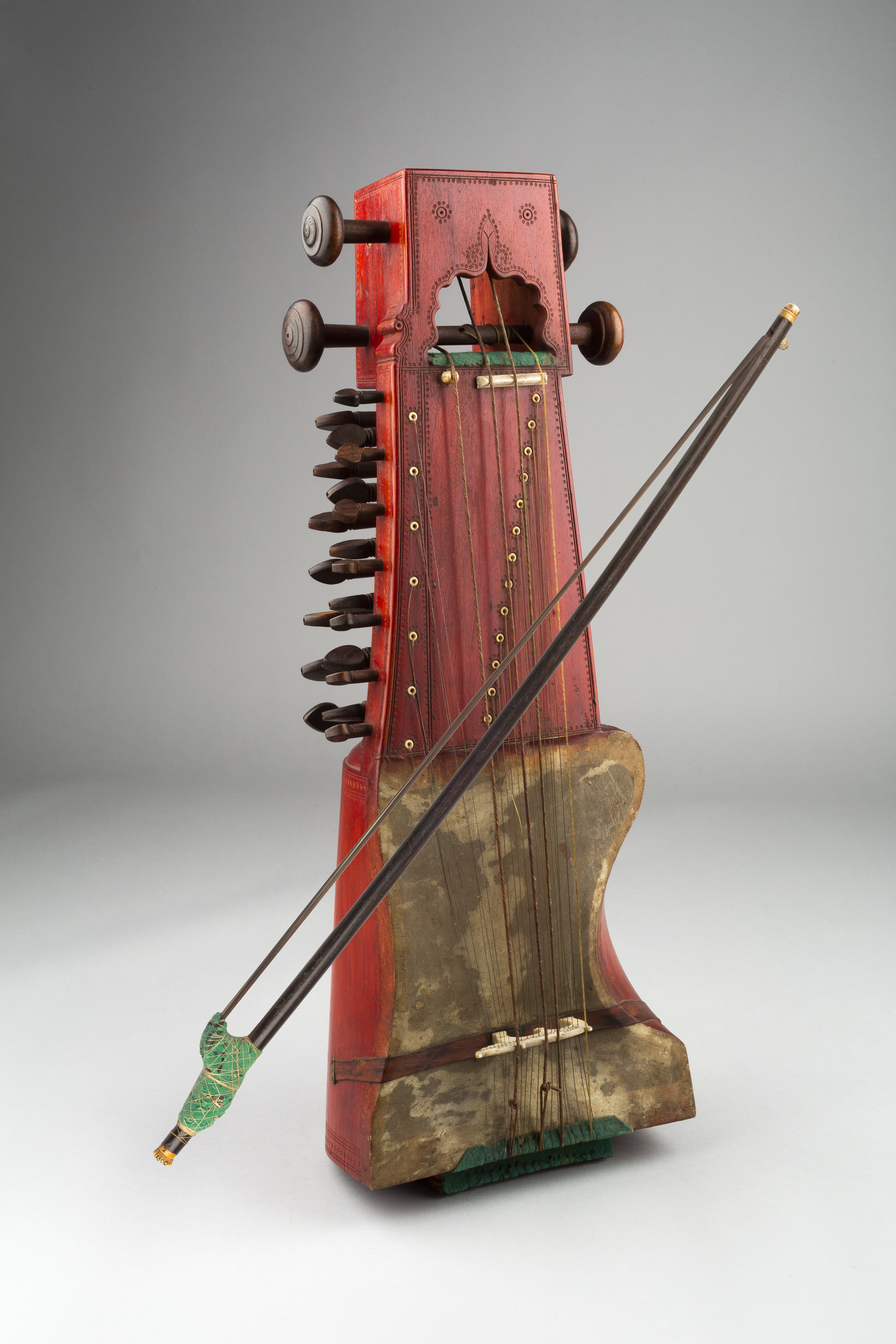
1900.32.1163. Stränginstrument (Sarangi) från Ahmedabad, ur Etnografiska museets samlingar.

Hagberg stannade inte länge i Bombay, utan begav sig i mitten av juni till Abu Road i Rajasthan, på gränsen till Panch Mahals (Bhillandet), ett distrikt i östra Gujarat. Han fick dock snart order om att bege sig till centralorten Godhra i Panch Mahals. Som speciell uppgift ålades han att organisera en jordbrukskoloni för lågkastfolket. I slutet av 1889 hade Hagberg avancerat från kadett till kapten. I början av januari 1890 anlände svensken Karl Winge till Godhra. Han blev Hagbergs assistent och fick det indiska namnet Jang Bahadur, vilket betyder "Tapper i strid". I mitten av januari reste Hagberg till Ahmedabad för en tids vila och stannade sedan där för att bygga en krigsskola med plats för hundra kadetter.
1891 då han befann sig i staden Nadiad i Gujarat fick han i praktiken lära sig vad kastväsendet kunde betyda. Han hade många vänner bland de högre kasterna och umgicks mycket med dem. En dag fick han en ny sekreterare som var lärd, kunde skriva och läsa sitt eget språk väl samt talade de lärdes språk. Men då han tillhörde ett lägre kast vände vännerna Hagberg ryggen efter att de flera gånger uppmanat honom att skiljas från sin sekreterare. Det eskalerade ytterligare och uppretade människor samlades utanför bostaden. Då de inte fick någon hjälp av polisen blev de inom kort tvungna att lämna staden och bege sig ut i skogen där de slog sig ner under ett tamburinträd. Några dagar senare lyckades de hyra en gammal fallfärdig jordkula utanför staden, där de bodde i flera månader. I närliggande jordkulor bodde folk av lägre kast, till yrket vävare.

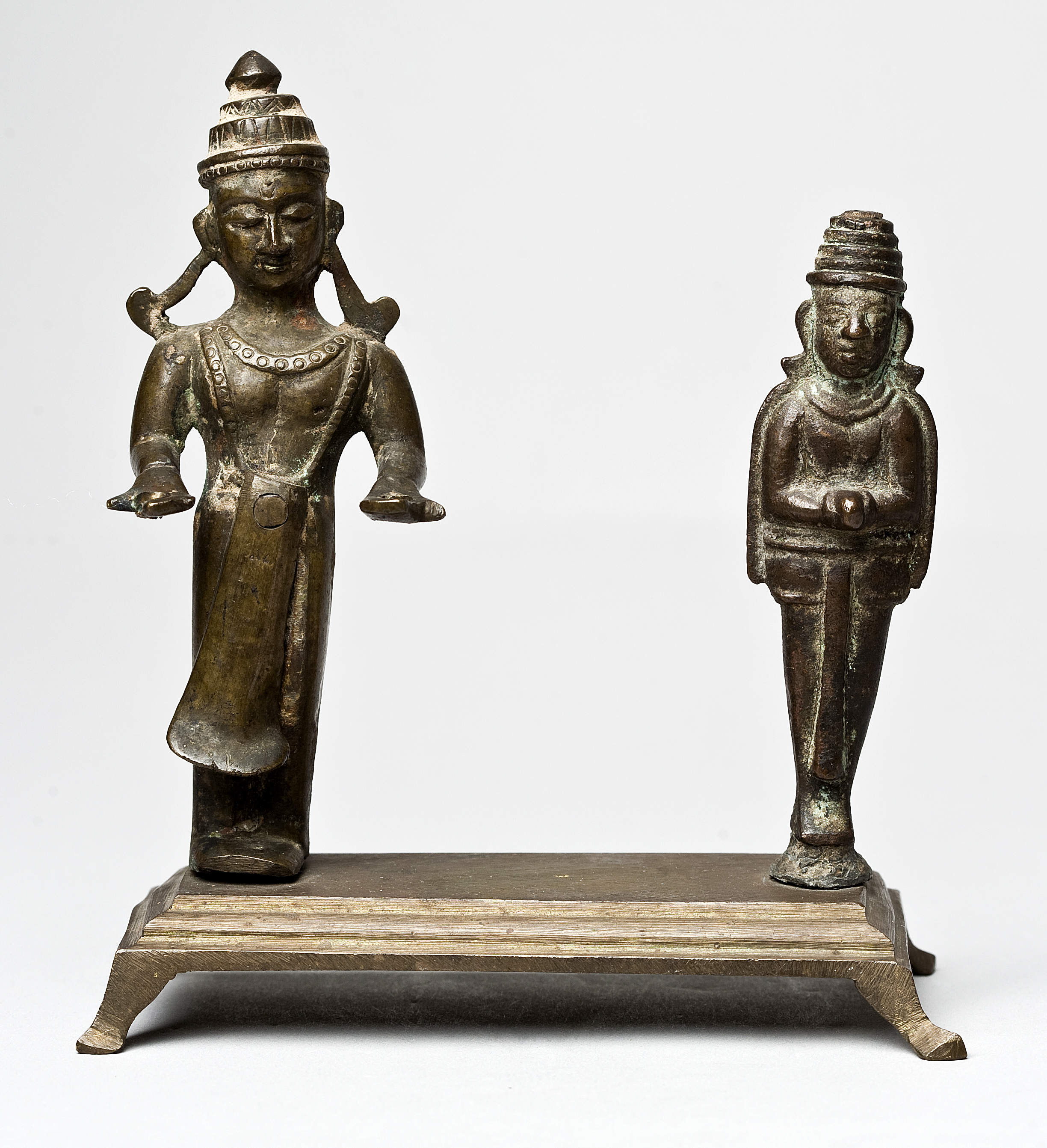
1900.02.0217. Skulptur av mässing, ur Etnografiska museets samlingar.

1892 var Hagberg tvungen att återvända till Sverige då han drabbats av malaria. Under sin konvalescens blev han avrådd av läkare att återvända till Indien, men lusten att missionera var för stark. Innan han återvände till Indien 1894 besökte han flera länder i Europa för att samla in pengar till sin indiska koloni. Han reste även mycket i Indien i samma syfte.

#### Andra resan till Indien
Den 22 november 1894 begav sig Hagberg till Göteborg för att avresa till London med ångfartyget “Torsten”. Efter att ha tillbringat fem dagar i London gick han tillsammans med sin missionärskollega, japanen Eshejime, den 30 november ombord på fartyget “Orotava” i Tilbury för att resa till Ceylon (nuvarande Sri Lanka).

1900.02.0003. "Buddhas bibel" av palmblad, manuskript från Kandy, ur Etnografiska museets samlingar.

Efter avsegling, under några timmar på däck, lärde Hagberg känna Dr. Carlot, en pensionerad militär som ämnade slå sig ner på Nya Zeeland som jordbrukare. Han var frälst och erbjöd sig hjälpa Hagberg med bönemöten ombord. Första anhalten var Gibraltar, sedan gick färden över Medelhavet till Neapel, där Hagberg fick tillfälle att besöka Pompeji. Den 13 december anlände fartyget till Port Said i Egypten och färden fortsatte sedan genom Suezkanalen. Då man befann sig på Röda havet blev Sinaiberget synligt, sedan passerades Mecka, Mocka och Aden. Vid ankomsten till Colombo på julaftonen hade man haft 23 kvällsmöten, 19 morgonmöten och 12 barnmöten, sammanlagt 54 stycken. Avskedet blev graciöst, då mer än hälften av båtens drygt 900 passagerare vinkade Hagberg och Eshejime farväl.
Hagberg tillbringade en dryg vecka på Ceylon - i Colombo, Moratuwa och Kandy - sedan vidtog en resa med båten "Amra" mot det indiska fastlandet. Den 5 januari anlände han till Tuticorin (nuvarande Thoothukkudi), Indiens sydligaste sjöstad, som redan på 1500-talet mottog kristendomen genom portugisiska missionärer. Efter några dagars vila i Tuticorin fortsatte resan med tåg till Madras (nuvarande Chennai) och vidare till slutmålet Bombay.

#### Etnografisk samling
Etnografiska museet i Stockholm har bland sina samlingar 231 föremål insamlade av Hagberg. Samling 1900.02 innefattar 218 föremål från Ceylon och Indien, bl.a. figurer, kärl och lampor, en gåva av ingenjör Åke Sjögren (1866-1931). Samling 1900.32 (Svenska Sällskapet för Antropologi och Geografi, SSAG) innefattar 1173 föremål, varav de 13 sista (1161-1173) är föremål från Indien, donerade till SSAG av Hagberg.

### USA
Efter att ha lämnat Frälsningsarmén reste Hagberg 1898 till USA. Han hade sina föräldrar och fyra systrar med sig och de bosatte sig i Massachusetts. Han studerade dels vid Harvard University (Master of Arts-examen, 1906), dels vid Boston University School of Theology (Bachelor of Sacred Theology-examen, 1907). 1898-1907 studerade han också i Stockholm, London och Bombay och lärde sig flera språk.
Han gav ut två böcker om sin tid i Indien. Året innan han reste till USA, 1897, gav han ut "Från det hungrande Indien eller Några sorgliga bilder ur verkligheten". 1898 gav han ut reseskildringen "Till Indien".
1902 blev han prästvigd i Metodist-Episkopalkyrkan och övergick 1908 till att bli diakon i Protestant-Episkopalkyrkan, anglikanismens amerikanska systerkyrka. Samma år blev han kaplan och tolk vid Ellis Island i New York med särskild uppgift att stå österländska immigranter till tjänst, samt tjänstgjorde i Massachusetts, Pennsylvania, Illinois och Minnesota. 1910 övergick han efter reordination till Augustanasynoden, där han var kyrkoherde i S:t Sigfrids församling i Saint Paul, Minnesota.
Han skaffade sig under åren i USA även en lärarutbildning. Under 1914 tog han examen både som folkskollärare i Knox County, Illinois, och högskolelärare, samt tillträdde som rektor i Galesburg, Illinois.

### Tillbaka till Sverige

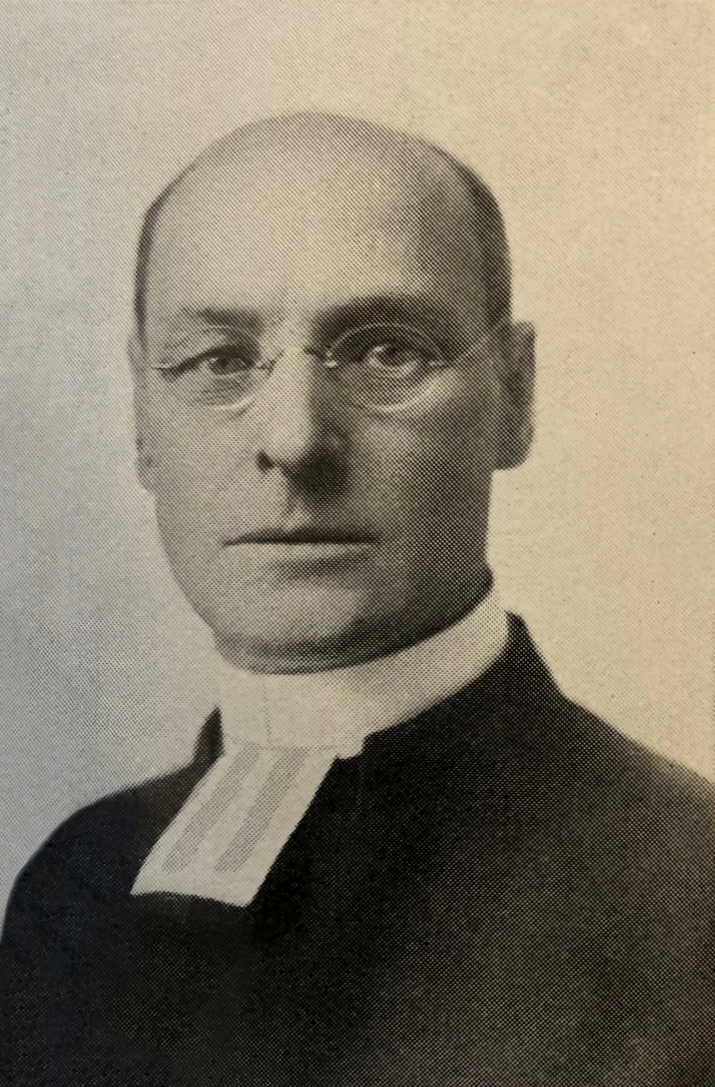
Carl Gustaf Hagberg på 1920-talet, ur boken "Svenska kyrkans prästerskap - Porträttgalleri" från 1926.

1917 återvände Hagberg till Sverige, erhöll inträde i Svenska kyrkan och Linköpings stift med rätt till 7 tjänsteår och svor trohetsed, 55 år gammal. 1919 blev han utnämnd till komminister i Målilla-Gårdveda i Kalmar län (tillträde 1920) och 1921 till kyrkoherde i Dalhems församling (tillträde 1923).
Då han varit borta från Sverige i så många år och återvänt vid relativt hög ålder hade han svårt att stå på god fot med sina församlingsmedlemmar. Han hade tagit starkt intryck av den anglikanska stilen, bar alltid den anglikanska prästkragen och sågs som en främling, ett original. De som kände honom bättre bekräftade en viss slutenhet, men framhävde också hans ovanligt jämna humör, hans vänliga uppträdande, hans gästfrihet och hans kärlek till barn.
Den 3 december 1924, vid 62 års ålder, gifte han sig med prästdottern Torborg Oddrun Alfhild Lindstén (1896-1986). Samma år gav han ut en liten andaktsbok, "Dag för dag", där han för ett helt kalenderår samlat bibelspråk, ur gamla översättningen, och citat ur religiös poesi från skilda håll.
Vid sin pensionering 1938 erhöll han titeln "kyrkoherde emeritus". Samma år flyttade han med fru och fyra barn till Sommen i Småland och 1945 till Åkarp i Skåne.
Han avled i Limhamn den 6 februari 1949. En begravningsceremoni hölls den 12 februari i Sankt Peters klosters kyrka i Lund under ledning av hans svåger, kyrkoherde Carl Lindstén, och gravsättningen ägde rum på Norra Kyrkogården i Lund.

## Familj
Hagberg var son till skogvaktaren och torparen Anders Gustav Andersson och Anna Christina Persdotter Hagberg. Han hade 4 yngre systrar - Anna Sofia (f. 1865), Beata Kristina (f. 1867), Emma Lovisa (f. 1870) och Augusta Vilhelmina (f. 1874). Han gifte sig den 3 december 1924 med Torborg Oddrun Alfhild Lindstén (1896–1986), dotter till kyrkoherde Carl Lindstén (1850–1923) och Siegfrida Henrietta Gustava Lomell (1864–1950). Tillsammans fick de barnen Irma Kristina Sigfrida (f. 1926), Gudrun Astrid Valborg ( f.1927), Carl Olov (tvilling, f. 1930) och Torborg Birgitta (tvilling, f. 1930).